# أميتابها

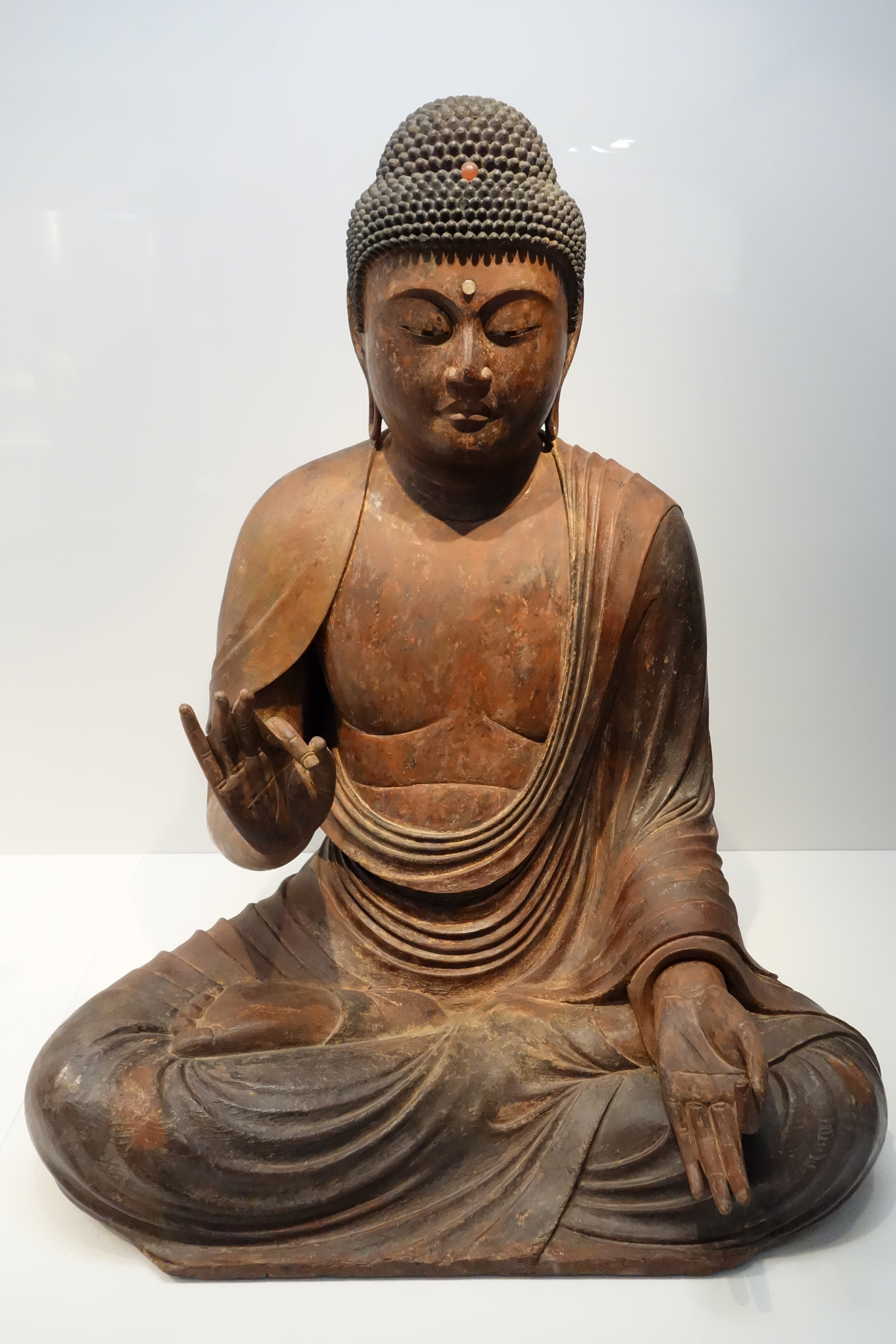
امثال لبوذا أميتابها في متحف طوكيو الوطني.

أميتابها (Amitābha) المعروف أيضاً باسم أميدا أو أميتايوس هو بوذا من أصل صيني ورد ذكره في نصوص بوذية ماهايانا، وهو واضع أسس بوذية الأرض النقية المنتشرة في شرق آسيا.
يعني اسم أميتابها الضوء السرمدي، لذلك يطلق عليه أحياناً اسم بوذا الضوء والحياة السرمدية.

## اقرأ أيضاً
- بوذية الأرض النقية